# Campagne de Bac Ninh
Guerre franco-chinoise
Batailles
- Expédition du Tonkin
- Sontay
- Bac Ninh
- Bac Le
- Fuzhou
- Keelung
- Tamsui
- Kep
- Shipu
- Zhenhai
- Lang Son (1re)
- Nui Bop
- Tuyen Quang
- Yu Oc
- Hoa Moc
- Phu Lam Tao
- Bang Bo
- 2e Lang Son
- Pescadores

La campagne de Bắc Ninh, qui se déroulae du 6 au 24 mars 1884, est une offensive terrestre française menée par le Corps expéditionnaire du Tonkin, commandé par le général Millot, contre les troupes chinoises de l'armée du Kouang-Si au nord du Viêt Nam pendant la campagne du Tonkin (1883–86). Bac Ninh est prise le 12 mars et la victoire française débouche sur la signature de l'accord de Tientsin en mai et du traité de Hué en juin.

## Contexte
Après la victoire de Sơn Tây de décembre 1883, le général Charles-Théodore Millot, commandant en chef du Corps expéditionnaire du Tonkin reprend l'offensive avec l'aval de l'amiral Amédée Courbet. Il vient en effet d'accueillir des renforts de France et des colonies et son armée se monte à 10 000 soldats. Il scinde alors ses troupes en deux corps, un commandé par Louis Brière de l'Isle, venant du Sénégal, le second composé de troupes coloniales et de marine qui formeront la Légion, sous les ordres du général Oscar de Négrier, venu d'Algérie.
Leur objectif est Bắc Ninh, où est stationnée l'armée du Kouang-Si sous le commandement de Xu Yanxu (徐延旭), gouverneur du Kouang-Si. Âgé, celui-ci reste stationné à Lạng Sơn et laisse le commandement effectif à ses seconds Huang Guilan (黃桂蘭) et Zhaowo (趙沃), deux vétérans des armées Anhui et Hunan qui avaient toujours eu du mal à coopérer.

## Ordre de bataille chinois

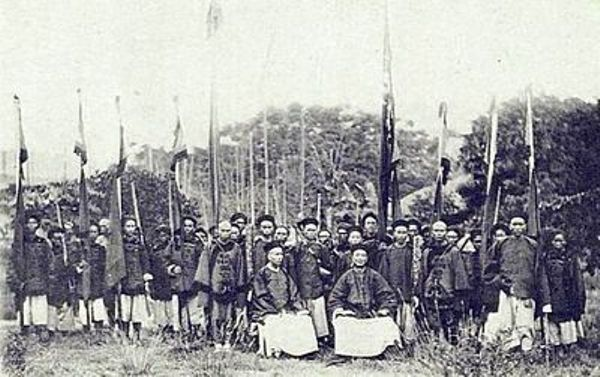
Soldats chinois de l'armée régulière.

Il y avait 20 000 soldats autour de Bắc Ninh. Une moitié au sud défendait la route mandarine ; l'autre moitié se plaçait, pour protéger Bắc Ninh, sur les hauteurs de Trung-Sơn (sud-est de Bac-ninh) à Đáp Cầu sur la route de Thái Nguyên et de Đáp Cầu sur la route de Lạng Sơn .

## Ordre de bataille français
Le Corps expéditionnaire du Tonkin qui rassemblait la plus large force de la campagne du Tonkin devait laisser quelques garnisons. Il était constitué de régiments de marche à trois bataillons d'infanterie. L'usage voulait que ne soient pas mélangés l’armée d’Afrique et les métropolitains de l’armée de terre.

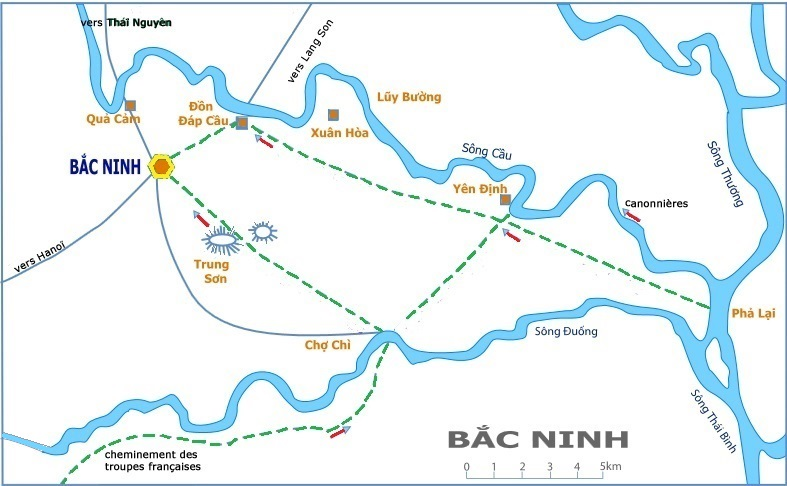
Avancée des troupes françaises lors de la Campagne de Bac-Ninh.

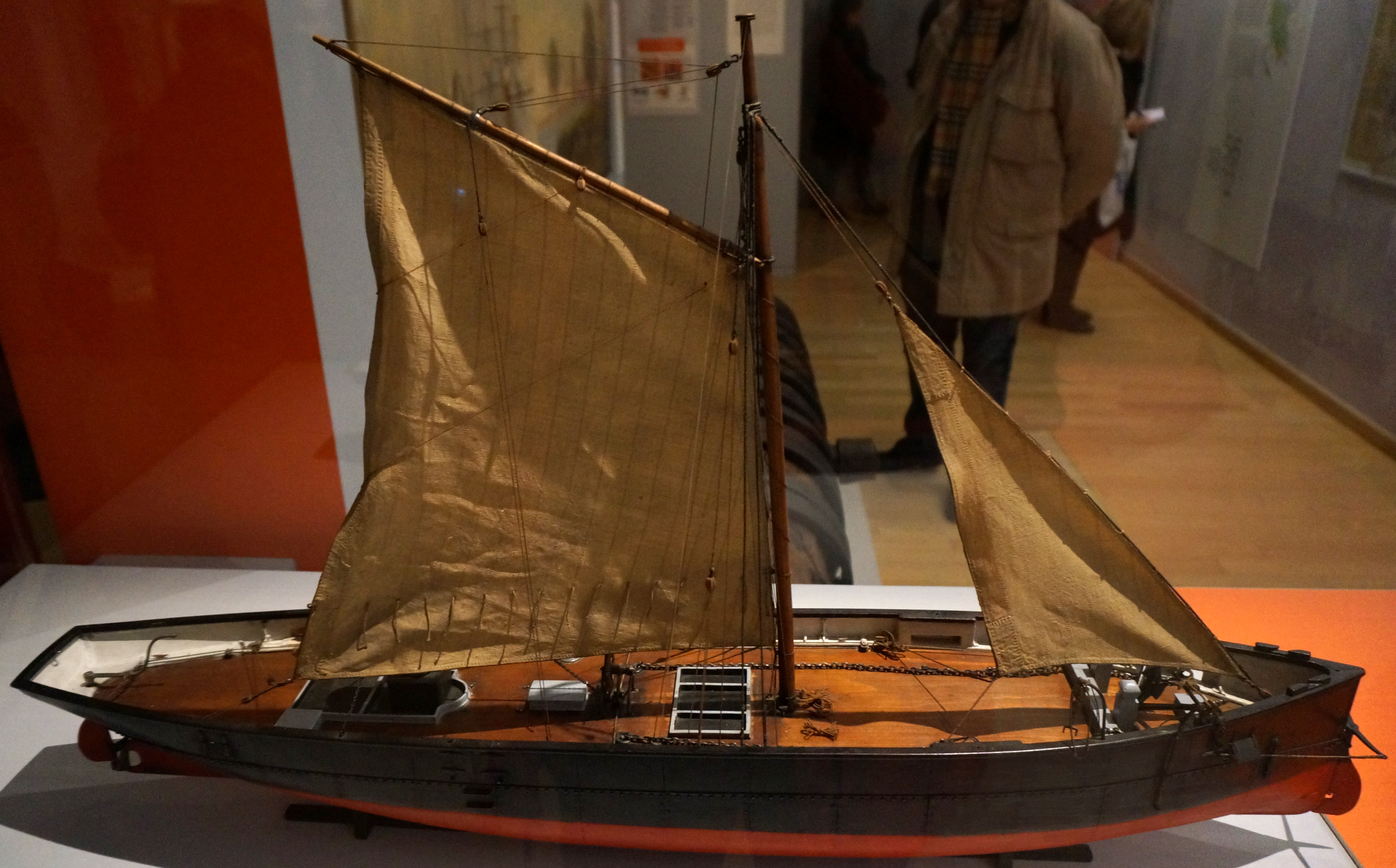
Exemple de cannonières démontables utilisées.

- 1re brigade, commandement : général de brigade Louis Brière de l'Isle ;
  - 1re régiment de marche (lieutenant-colonel Bertaux-Levillain) ;
    - bataillon d'infanterie de marine (chef de bataillon Reygasse) ;
    - bataillon d'infanterie de marine (chef de bataillon Coronnat) ;

  - 2e régiment de marche (Lieutenant-colonel Belin) ;
    - 1re bataillon, 3e régiment de tirailleurs algériens (chef de bataillon Godon) ;
    - 2e bataillon, 1er régiment de tirailleurs algériens (chef de bataillon Hessling) ;
    - 3e bataillon, 3e régiment de tirailleurs algériens (chef de bataillon de Mibielle) ;

  - bataillon de fusilier-marin (capitaine de frégate Laguerre) ;
  - brigade d'artillerie (chef d'escadron de Douvres) ;
    - 1re, 2e et 6e artillerie de marine bis (capitaines Régis, Vintemberger et Dudraille) ;
    - 11e batterie, 12e régiment d'artillerie (capitaine Jourdy) ;
    - artillerie de marine, demi-batterie, corps de débarquement.

- 2e brigade, commandement : général de brigade Oscar de Négrier ;
  - 3e Régiment de marche (lieutenant-colonel Defoy) ;
    - 23e bataillon d'infanterie de ligne (chef de bataillon Godart) ;
    - 111e bataillon d'infanterie de ligne (lieutenant-colonel Chapuis) ;
    - 143e bataillon d'infanterie de ligne (chef de bataillon Farret) ;

  - 4e régiment de marche (lieutenant-colonel Duchesne) ;
    - 1re bataillon de la Légion (chef de bataillon Donnier) ;
    - 2e bataillon de la Légion (chef de bataillon Hutin) ;
    - 2e bataillon africain léger (chef de bataillon Servière) ;

  - bataillon de fusilier-marin (capitaine de frégate de Beaumont) ;
  - brigade artillerie (chef d'escadron Chapotin) ;
    - 3e et 4e artillerie de marine bis (capitaine Roussel et Roperh) ;
    - 12e batterie, 12e régiment d'artillerie (capitaine de Saxcé) ;
    - artillerie de marine, demi-batterie, corps de débarquement.

Pour soutenir ces forces combattantes des navires furent utilisés :
- canonnières : Aspic, Lynx, Éclair, Mousqueton, Trombe ;
- aviso : Pluvier ;
- remorqueurs : Phu-Ly, Tra-Ly, Héron, Henri-Rivière, Thai-Binh, Song-Cau.

## Déroulement

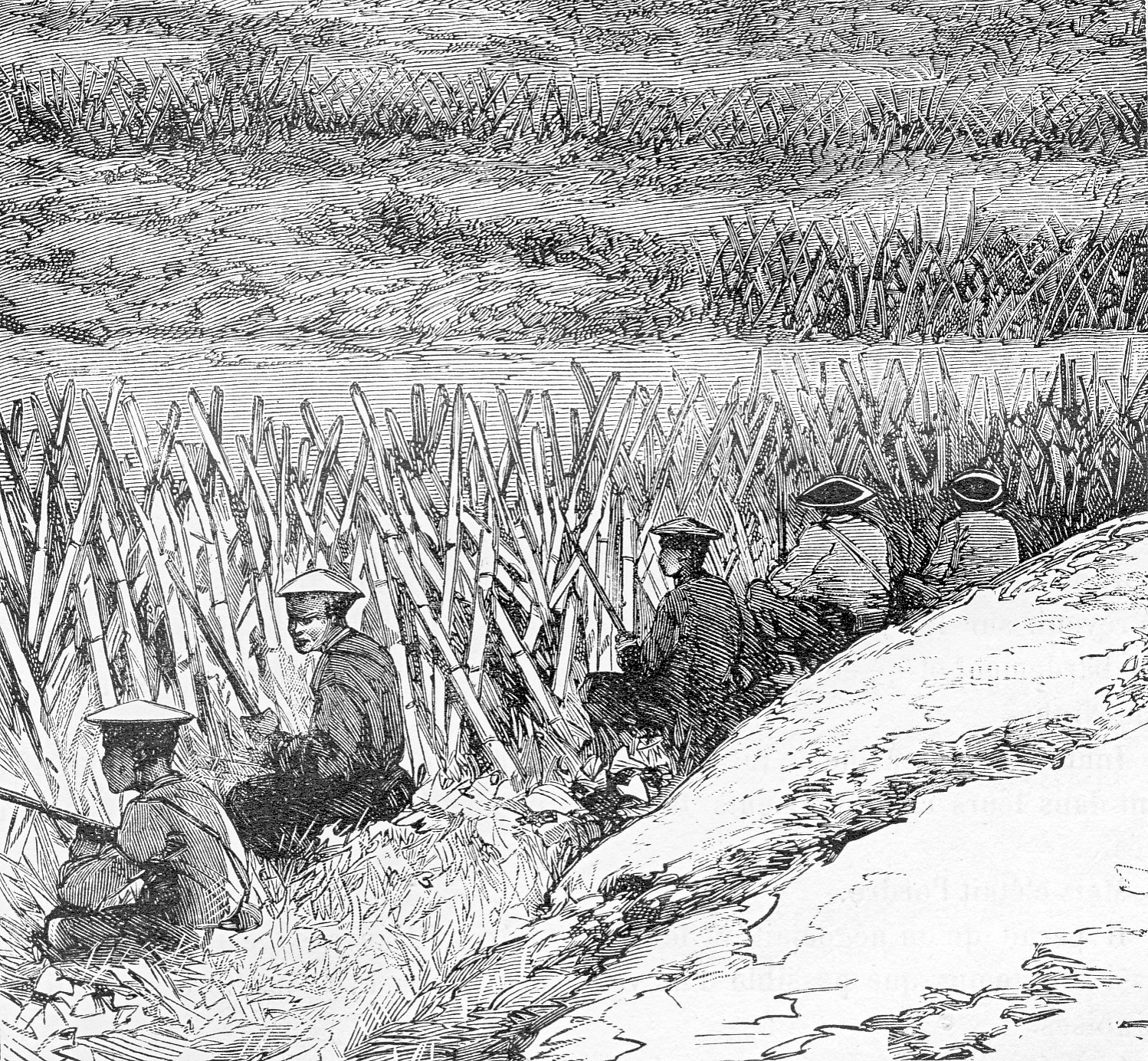
Chinois défendant la route mandarine au sud-ouest de Bắc Ninh. Millot les contourne et attaque Bắc Ninh du sud-est (gravure de 1887).

Ce fut presque une promenade pour les troupes françaises. L'armée chinoise de Liu Yongfu avait le moral défait et il tenait en retrait ses meilleures troupes, les Pavillons noirs. Pendant la première semaine de mars, le général Millot avait concentré la brigade Brière de l'Isle à Hanoï et celle de Négrier à Hải Dương : elles manœuvrèrent indépendamment et se rejoignirent pour le 12 mars devant Bắc Ninh pour prendre la ville et détruire l'armée du Kouang-Si. Millot voulait profiter de la partition des troupes ennemies par la rivière Song Cau, les passages ne pouvant s'effectuer entre Bắc Ninh et le nord qu'à Đáp Cầu et Qua Cẩm, en utilisant une flottille de canonnières Éclair et Trombe sous le commandement du capitaine de vaisseau de Beaumont.
Le 6 mars, la 1re brigade était présente au nord de Hanoï sur la rive du Fleuve Rouge avec ses 5 000 soldats accompagnés de 4 500 auxiliaires vietnamiens ; ils franchirent le fleuve le 7 mars, marchèrent le long du Canal des Rapides où ils ne pouvaient être atteints par les forces chinoises. Celles-ci furent tournées alors qu'elle défendaient la Route Mandarine. Le 9 mars, atteignant le village de Xam, les Français faisaient leur jonction avec les canonnières Éclair et Trombe, qui transportaient le matériel nécessaire pour franchir le canal. Le 10 mars, ils franchissaient le canal des Rapides pour être le 11 mars à 20 kilomètres au sud de Bắc Ninh, dans le village de Chi.
Alors que la 1re brigade contournait Bắc Ninh, la seconde de Négrier avançait vers Hải Dương jusqu'aux Sept Pagodes, à la jonction des rivières Thái Bình et Sông Cầu pour une attaque frontale. Le 8 mars, sur la rive droite de la Sông Cầu, elle bousculait les postes avancés à Ne Ou et Do Son. Dans le même temps les canonnières aidaient la seconde brigade à traverser à Phủ Lạng pour couper les lignes de retraite chinoises. Les troupes chinoises comprirent ce risque d'encerclement et abandonnèrent les forts de Ne Ou et Do Son pour Bắc Ninh. C'est alors que les deux forces françaises se rejoignirent sur l'objectif,.

## La bataille pour Bắc Ninh

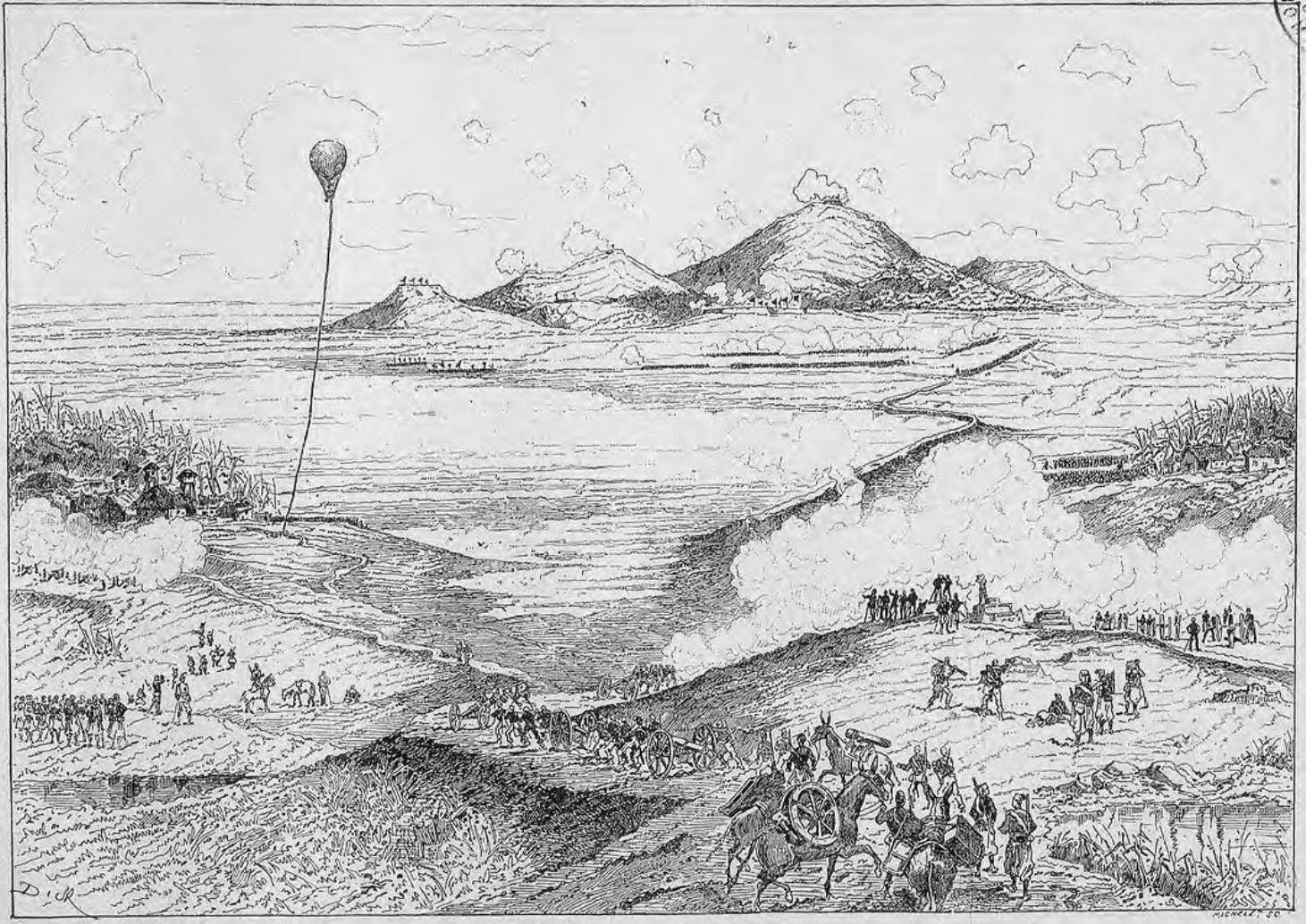
Attaque sous Bac-Ninh (gravure de 1888) où est visible le point haut de Trung Sơn.

La ville est entre deux collines avec deux enceintes, la seconde est crénelée et les bastions sont en brique, la citadelle que surmonte une tour octogonale arbore le pavillon de Kouang-Si.
Une batterie commandée par Saxcé ouvre la porte de Chine par sa canonnade.
Une unité française attaque l'armée de Kouang-Si sur ses positions sud au sud-ouest de Bắc Ninh à partir du 12 mars. Sur l'aile gauche, les turcos du capitaine Godon et l'infanterie de marine de Coronnat descendent des hauteurs de Trung Sơn en même temps que sur la droite, les légionnaires et l'infanterie de ligne de Négrier de la 2e brigade capturent les positions chinoises du village chrétien de Keroi. Les chinois évacuent Trung Sơn avant le contact avec les troupes de Brière de l'Isle en face de la 2e brigade Jacques Duchesne dut forcer Kê-Roy avec une charge à la baïonnette de bataillons du 143e de ligne et de la seconde Légion.[pas clair] Le colonel Jacques Duchesne ne devait ouvrir le feu qu'à 250 mètres ; ses troupes traversèrent les rizières sous le feu chinois avant d'être à la distance prescrite et leurs[Qui ?] tirs stoppèrent celui de leurs opposants. Le bref combat au corps à corps mit en fuite les chinois dans le plus grand désordre.
Au même moment la flottille de Beaumont forçait un barrage à Lạng Bưởi sur la Sông Cầu pour débarquer à Đáp Cầu et Phú Cẩm ; il était 16 h lorsque l’infanterie de la 2e brigade et les fusiliers-marins de la flottille arrivèrent à Đáp Cầu ; une course se créait pour prendre le fort sur les hauteurs de Đáp Cầu : ce furent les fusiliers-marins qui réussirent. Cette action laissait l'aile gauche de l'armée de Kouang-Si avec un moral au plus bas. Les positions à Keroi, Lạng Bưởi et Đáp Cầu tombées, un feu d'artillerie mit en déroute l'aile gauche de l'armée du Kouang-Si ; sur ces entre-faits l'aile droite voyant sa ligne de retraite menacée, elle déroutait à partir de 17 h, ne laissant plus qu'un drapeau flottant sur une tour.
De Négrier put capturer de nombreuses munitions, des canons Krupp qui n'avaient pas eu le temps de tirer et des réserves de riz. L'objectif était de piéger l'armée du Kouang-Si à Bac-Ninh, mais le général Millot qui arrivait depuis Trung Sơn avec Brière de l'Isle ne réussit pas à l'encercler et les troupes chinoises filèrent par la rivière Sông Cầu. La flottille[Laquelle ?] avait rencontré de nombreux barrages sur l'eau, c'est ainsi que Thái Nguyên et Lạng Sơn furent les points de rassemblement de l'armée chinoise[pas clair],,,,,,,.

## La poursuite
Les objectifs de la campagne étaient atteints. Brière de l'Isle avança jusqu'à Thái Nguyên, où il défit un groupe de chinois, de Pavillons noirs et de vietnamiens le 19 mars. De son côté de Négrier, le 15 mars écrasa l'arrière-garde de Huang Guilan à Phủ Lạng Thương et pourchassait son aile de l'armée du Kouang-Si jusqu'à Kep. Selon les ordres de Millot, les deux brigades revinrent alors rapidement à Bắc Ninh, où Négrier arriva le 20 mars et Brière de l'Isle le 24 mars.

## Conséquences

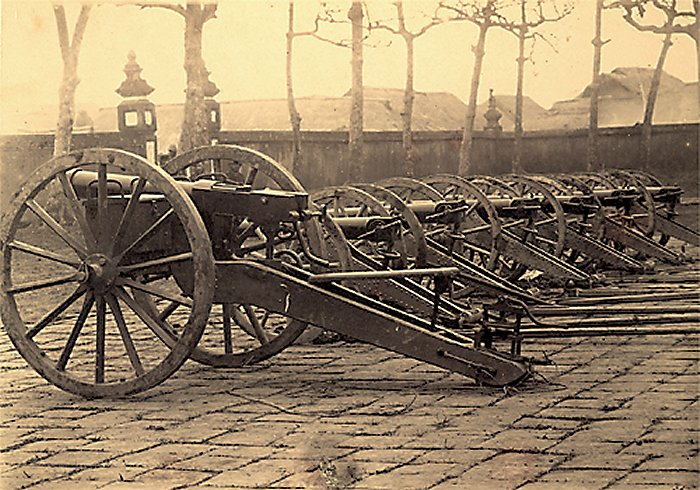
Canons Krupp appartenant aux Chinois capturés à Bắc Ninh.

L'échec de Kouang-Si fut très embarrassant pour l'Impératrice Cixi et le parti de la guerre en Chine. Trois mois plus tôt à Sơn Tây, les Pavillons noirs de Liu Yongfu avaient bien combattu et infligé de nombreuses pertes aux français. À Bắc Ninh, la plupart des troupes chinoises avaient fui. L'impératrice douairière pris des mesures de rétorsion : Xu Yanxu et Tang Qiong (唐炯), les gouverneurs du Guangxi et du Yunnan, furent démis, Xu pour avoir perdu la bataille et Tang pour n'être pas venu à son aide avec l'armée du Yunnan. Les commandants sur le terrain Huang Guilan et Zhao Wo furent également démis. Huang, anticipant sa disgrâce, s'était suicidé à Lạng Sơn le 14 mars. Deux commandants moins importants, Chen Degui (陳得貴) et Dang Minxuan (黨敏宣), furent décapités devant leurs troupes à Lạng Sơn le 26 mai.
Le discrédit du parti de Zhang Zhidong, qui prônait une guerre à outrance, et les défaites qui suivirent amenèrent la Chine à la table des négociations en mai. Les négociations se déroulèrent à Tientsin. Li Hongzhang, un chef chinois modéré, représentait la Chine et le capitaine François-Ernest Fournier, commandant du Volta, représentait la France. L'accord de Tientsin, signé le 11 mai 1884, prévoyait un retrait des troupes chinoises du Tonkin en échange d'un traité complet réglant des problèmes commerciaux entre la France et la Chine, et la démarcation de la frontière sino-vietnamienne,,.

## Décoration
BAC NINH 1884 est inscrit sur le drapeau des régiments cités lors de cette bataille.